# Jüdischer Friedhof (Parkfriedhof Huttrop)

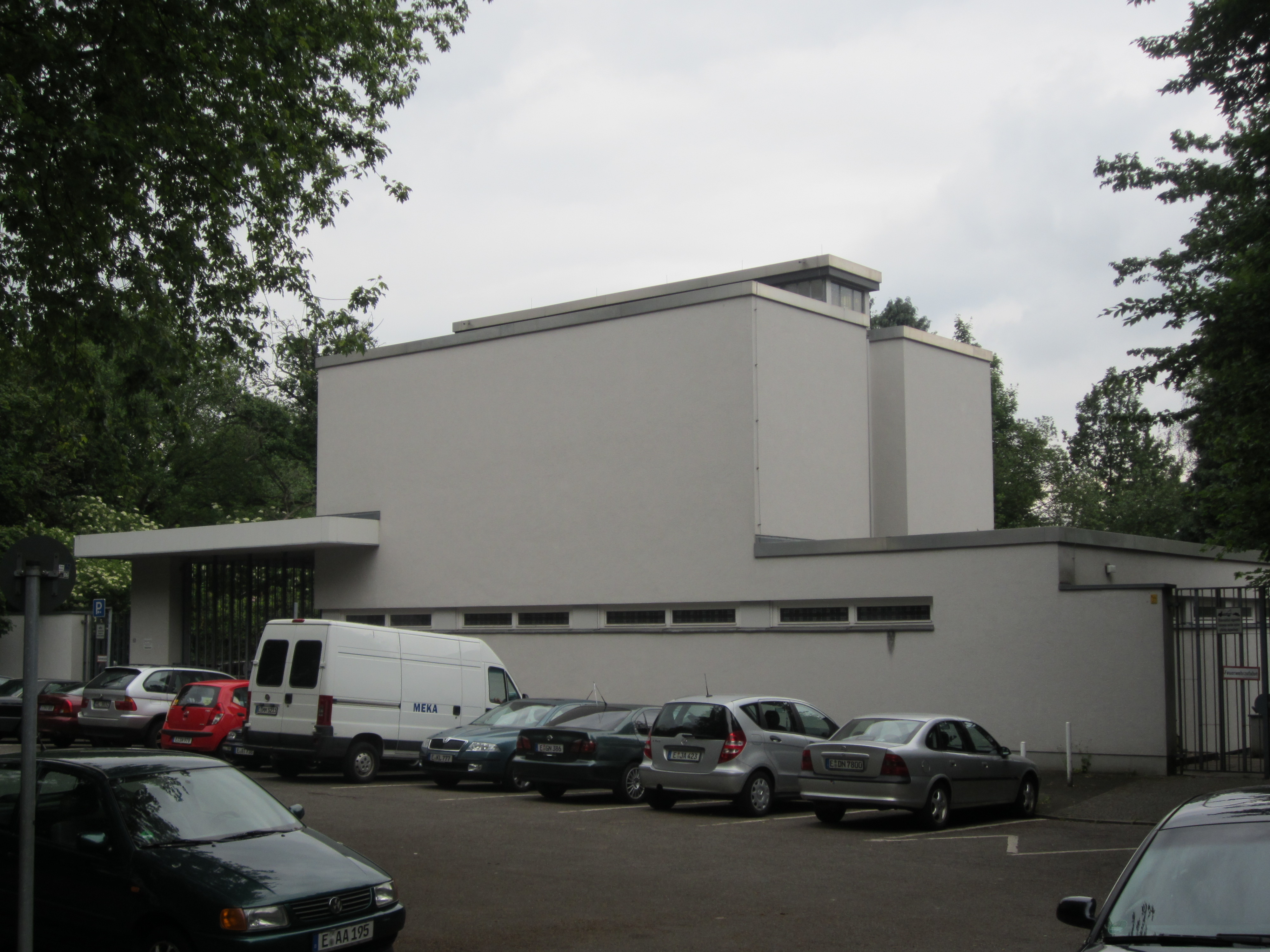
Trauerhalle

Der Jüdische Friedhof auf dem Parkfriedhof befindet sich auf dem Essener Parkfriedhof im Stadtteil Huttrop.

## Geschichte
Schon im Mittelalter lebten Juden in Essen. Im 19. und vor allem im frühen 20. Jahrhundert wuchs die jüdische Bevölkerung erheblich an.
Der jüdische Begräbnisplatz liegt im Südwesten des Huttroper Parkfriedhofs und wird seit 1931 bis heute genutzt. Derzeit sind 335 Grabsteine vorhanden. Ein Gedenkstein erinnert an die Verfolgungen während der Zeit des Nationalsozialismus. Gesondert aufgestellt sind im nördlichen Bereich etwa 36 Grabsteine des älteren ehemaligen jüdischen Friedhofs in der Lazarettstraße. Die Trauerhalle in der angrenzenden Schulzstraße entstand 1931 im Zusammenhang mit der Anlage des Friedhofs. Sie wurde vom Essener Architekten Hermann Finger entworfen und von den Architekten Ernst Knoblauch und Eberhard Haakshorst nach dem Zweiten Weltkrieg verändert. Seit 1986 steht sie unter Denkmalschutz. Der Friedhof ist umzäunt und mit Stacheldraht gesichert.